# アルヴィーダス・マツィヤウスカス
アルヴィーダス・マツィヤウスカス（Arvydas Macijauskas、1980年1月19日 - ）は、リトアニアのプロバスケットボール選手である。ギリシャ男子プロバスケットボール1部A1エスニキの強豪オリンピアコスBC所属。ソビエト連邦リトアニアクライペダ郡クライペダ出身。ポジションはシューティングガード。

## 来歴
地元のチームであるネプトゥーナスにて16歳でプロデビュー。
1999年に強豪BCリエトゥヴォス・リータスに移籍。2000年と2002年にはリーグ優勝に貢献。
2003年、スペインのサスキ・バスコニアへ移籍。ユーロリーグでは94連続フリースロー成功を記録するなど活躍。2005年にはファイナルフォーを経験。
2005年にはNBAのニューオーリンズ・ホーネッツと契約。しかし出場19試合135分44得点にとどまり1シーズンで退団。
2006年、オリンピアコスに移籍。
リトアニア代表として、2003年欧州選手権優勝に貢献し、2004年アテネ五輪、2006年世界選手権にも出場している。